# Эллочка-людоедка
Э́ллочка-людое́дка (Елена Щукина) — второстепенная героиня сатирического романа Ильи Ильфа и Евгения Петрова «Двенадцать стульев».
Характерный персонаж периода НЭПа. Красивая и недалёкая женщина, живущая за счёт мужа в своё удовольствие, с ограниченным кругозором, занятая только потреблением, приобретением вещей и соревнованием с другими женщинами.
Образ стал нарицательным. В переносном смысле — человек со скудным, вульгарным словарным запасом.

## В книге
Персонаж появляется во 2-й части романа, главе XXIV, озаглавленной «Людоедка Эллочка». Бендер сталкивается с нею, поскольку она приобрела на аукционе два из искомых стульев. Пара проживает в Варсонофьевском переулке в неуказанном доме.
Эллочка замужем за инженером Эрнестом Павловичем Щукиным, работающим на вымышленном заводе «Электролюстра». Его зарплата в 200 рублей позволяет ей не работать, однако Эллочка ведет одностороннее соревнование с дочерью американского миллиардера Корнелиуса Вандербильта («Вандербильдихой»), о которой читает в модных журналах, из-за чего семейный бюджет трещит. Подругу Эллочки зовут Фима Со́бак, у неё словарный запас побольше (180 слов, включая «богатое слово — гомосексуализм»).
Её внешность подробно описана: «лоб приятной высоты и выпуклости, большие влажные глаза, милейший в Московской губернии носик с легкой курносостью и подбородок с маленьким, нарисованным тушью, пятнышком. (…). Рост Эллочки льстил мужчинам. Она была маленькая, и даже самые плюгавые мужчины рядом с нею выглядели большими и могучими мужами. Что же касается особых примет, то их не было. Эллочка и не нуждалась в них. Она была красива». Свою чёрную косу она обрезает из-за соперничества и красит волосы в рыжий цвет. По описанию беспризорника — «шикарная чмара».
Муж Эллочки, поскандалив с ней из-за перерасхода средств, переезжает на квартиру к другу, забрав один из стульев. Стул у Эллочки Остап выманивает грубой лестью («Это мексиканский тушкан. — Быть этого не может. Вас обманули. Вам дали гораздо лучший мех. Это шанхайские барсы») и обмена на маленькое позолоченное ситечко, принадлежавшее ранее мадам Грицацуевой.
В следующей главе Остап отправляется по адресу проживания инженера Щукина, который дала его жена, и, выручив его после инцидента с душем и запертой дверью, получает второй стул. Позже, в середине романа, Эллочка и помирившийся с нею муж мелькают среди толпы в Пятигорске.

### Словарь Эллочки
Список слов, употребляемых Эллочкой, занимает начало посвящённой ей главы:

Словарь Вильяма Шекспира, по подсчёту исследователей, составляет 12000 слов. Словарь негра из людоедского племени «Мумбо-Юмбо» составляет 300 слов. Эллочка Щукина легко и свободно обходилась тридцатью. Вот слова, фразы и междометия, придирчиво выбранные ею из всего великого, многословного и могучего русского языка:
1. Хамите.
2. Хо-хо! (Выражает, в зависимости от обстоятельств, иронию, удивление, восторг, ненависть, радость, презрение и удовлетворённость).
3. Знаменито.
4. Мрачный. (По отношению ко всему. Например: «Мрачный Петя пришёл», «Мрачная погода», «Мрачный случай», «Мрачный кот» и т. д.).
5. Мрак.
6. Жуть. (Жуткий. Например, при встрече с доброй знакомой: «жуткая встреча»).
7. Парниша. (По отношению ко всем знакомым мужчинам, независимо от возраста и общественного положения).
8. Не учите меня жить.
9. Как ребёнка. («Я его бью, как ребёнка» — при игре в карты. «Я его срезала, как ребёнка» — как видно, в разговоре с ответственным съёмщиком).
10. Кр-р-расота!
11. Толстый и красивый. (Употребляется как характеристика неодушевлённых и одушевлённых предметов).
12. Поедем на извозчике. (Говорится мужу).
13. Поедем на таксо (Знакомым мужского пола).
14. У вас вся спина белая (шутка).
15. Подумаешь!
16. Уля. (Ласкательное окончание имён. Например: Мишуля, Зинуля).
17. Ого! (Ирония, удивление, восторг, ненависть, радость, презрение и удовлетворённость).

Оставшиеся в крайне незначительном количестве слова служили передаточным звеном между Эллочкой и приказчиками универсальных магазинов.

Авторы называют число 30, однако список содержит только 17 пунктов. Недостающие слова можно найти в основном тексте, например, «шутите».
Вводная фраза «Вот слова, фразы и междометия, придирчиво выбранные ею из всего великого, многословного и могучего русского языка…» представляет собой неточную цитату из стихотворения в прозе Ивана Тургенева «Русский язык»: «...о великий, могучий, правдивый и свободный русский язык!» Как штамп, она употребляется у А. Аверченко с почти тем же искажением, что и в «12 стульях»: «Ты, может быть, и знаешь арифметику, но русского языка — нашего великого, разнообразного и могучего русского языка — ты не знаешь», в том же контексте критики портящих язык это изречение вспоминает Ленин в докладе на XI съезде партии большевиков.
До того, как быть помещённым в роман, этот список, без пояснений в скобках, был зафиксирован Ильфом в его записных книжках (61,138-140), из которых он черпал материал для книги наряду с другими заготовками: «Словарь Шекспира, негра и девицы», «Члек и Собак», «Хамите, медведюля» и другие.
Лев Славин в книге «Воспоминания о Ю. Олеше» пишет, что «зародыш словаря Эллочки-людоедки, впоследствии с таким блеском развитый Ильфом и Петровым», впервые возник в одном из «импровизированных застольных скетчей» Олеши. При этом отдельные слова подхвачены соавторами у различных людей:
- Мрак — по мнению Ильи Кремлёва, позаимствован у А. А. Радакова, одного из главных сатириконовских художников, в советское время сотрудника «Гудка»[6].
- Толстый и красивый — в комментариях к записным книжкам отца Александра Ильф пишет: «Неожиданно удалось выяснить происхождение выражения „толстый и красивый“. [Из неопубликованных мемуаров Е. Б. Окса] я узнала, что поэтесса Аделина Адалис, которую Окс называет „Музой Чёрного моря“ и которая „считала Илю своим созданием“, говорила одному своему знакомому: „Вы красивый и толстый“. „Такое соединение эпитетов ей безумно нравилось“, — заключает Окс»[6]. При этом см. у Аверченко в рассказе «Яд» «вошёл толстый, красивый блондин», в 1924 году Булгаков писал в «Белой гвардии» «Вы толстый и некрасивый»; в 1924 году Маяковский — «…И я кажусь красивый и толстый…»
- У вас вся спина белая. (Шутка) — расхожая фраза. В «Растратчиках» В. Катаева она несколько раз адресуется пьяным: «Взгляни, на что похож твой пиджак — вся спина белая!»; «…И где это ты, старый свинья, вывалялся — вся спина белая» (гл. 4 и 8). Указание кому-то на его выпачканную спину (след падения и т. п.) встречается уже у Гоголя: «Эх, отец мой, да у тебя-то, как у борова, вся спина и бок в грязи! где так изволил засалиться?» (Коробочка — Чичикову)[6].

## Анализ и комментарии
- «…Это мексиканский тушкан…» — «Это шанхайские барсы…» — подобные животные зоологам неизвестны. По мнению комментаторов романа, «шанхайские барсы» — очередное напоминание читателю о ключевом для понимания романа событии, «шанхайском перевороте»[8].
- «…получал её муж на заводе „Электролюстра“…» — такого завода в Москве не было. По мнению комментаторов романа, намёк на 1-ю и 2-ю фабрики «Электролампа», входившие в Государственный электротехнический трест — «ГЭТ»[8].
- «…Остап обещал подарить очаровательной хозяйке несколько сот шелковых коконов, якобы привезенных ему председателем ЦИК Узбекистана» — возможно, имеется в виду Файзулла Ходжаев, из фельетонов тех лет известно, что его имя использовалось жуликами и самозванцами[6].
- Вопреки распространенному предположению, «соперница» Эллочки — это не Консуэло Вандербильт, бывшая герцогиня Мальборо, а в 1920-е годы — 50-летняя жена летчика Жака Бальсана; а какая-либо другая представительница этого знаменитого и разветвленного рода[9].
- Говорящая фамилия героини «Щукина» — от прожорливой рыбы, по мнению исследователя, выбрана с целью её характеристики[5].
- Переделка имени «Елена» в более изысканную «Эллу» — черта, характеризующая претенциозность героини. По мнению комментатора имя «Элла» могло быть навеяно авторам современной прессой, где упоминаются блестящие женщины: внучка миллионера Элита Струн (в романе 25-ти писателей «Большие пожары», Ог 1927) и дочь немецкого миллионера Элеонора Стиннес (Ог 25.09.27)[6]
- Слово «гомосексуализм», знание которого Фимой Собак подчеркивают авторы, в 1920-х годах в русском языке действительно было большой редкостью[10].
- Эскизом к образу Эллочки можно считать рассказ Е. Петрова «Даровитая девушка»[6].

Литературовед отмечает, что этот персонаж, безусловно — гипербола ради сатирического воздействия. Комический эффект усиливается от несовпадения стиля речи Эллочки с репликами её собеседников. Лидия Яновская в книге о соавторах «Почему вы пишете смешно?» (1969) пишет: «Они выдумывают и фантазируют, и вместе с тем то, что говорят они о жизни, — правда. На сочетании гиперболы и иронии, на лукавом пародировании „изячной“ мещанской речи построен гротескный образ людоедки Эллочки. Всмотритесь, ей не приписано ни одной необычной черты. Её „людоедский“ жаргон? Он, может быть, лишь чуть уже того, на котором изъяснялись её реальные приятельницы, но в нём нет ни одного выдуманного слова, это действительный лексикон очаровательных эллочкинных подруг, не потускневший за сорок лет существования романа. Её героическое соревнование с дочкой миллиардера Вандербильда? Это гипербола, а не фантазия, гипербола, в основе которой лежит реальность».
Филолог пишет, что «…ее речевые единицы синкретичны. (…) Но синкретизм Эллочки — это синкретизм речи первобытного человека, синкретизм бедности языка, а не его богатства. Не случайно поэтому её речь состоит в основном из междометий и выражений-штампов».

### Прототип
Энциклопедия литературных персонажей Российской государственной библиотеки для молодёжи пишет, что в основу персонажа «легли черты характера и манера поведения Тамары Гершуни» — младшей сестры одесситки Людмилы Рафаиловны Гершуни, первой жены В. Катаева. Они были женаты в 1921—1922 годах, причём Катаев об этом браке не распространялся, не ясно, как Ильф и Петров могли бы познакомиться с бывшей родственницей и почему её вспомнили в 1927 году. Это утверждение Энциклопедии основано на словах В. Ардова: «Людоедка Эллочка написана с младшей сестры первой жены В. П. Катаева… В действительности её звали Тамара. Это была, как бы теперь сказали, особа „стиляжьего“ плана. Говорят, она жива, ей 50». Однако Ардов не называет фамилий, скорей всего, он как и другие друзья Катаева, не знал о первом браке писателя и называет «первой женой» его вторую супругу.
По рассказу дочери Катаева от второго брака, прототип Эллочки — Тамара Сергеевна Коваленко, сестра второй жены Катаева Анны Коваленко (женаты в 1923—1936 годах), пишет его биограф С. Шаргунов. Именно она любила со своей подругой Раисой Аркадьевной Сокол (в романе Фимой Собак) обсуждать новости моды. Тамара была ретушёром, Раиса во время ВОВ была медсестрой.

## Нарицательное
Образ Эллочки-людоедки стал нарицательным. В переносном смысле им обозначают человек со скудным, вульгарным словарным запасом.
Русский язык

могуч и велик!

Из уваженья к предкам

не позволяйте

калечить язык

Эллочкам-людоедкам!
(В. Лифшиц, Исповедь манекена, 1961)
Филолог Людмила Шкатова в книге «Как слово отзовется» (1986) отводит целую главу под названием «Есть ещё Эллочки-Людоедки» современному молодёжному жаргону.

В 1970 году писатель Владимир Лифшиц публикует в журнале «Наука и жизнь» (№ 1, с. 96) юмореску:
Эллочка-интеллектуалка
Эллочка-людоедка превратилась в Эллочку-интеллектуалку. Соответственно изменился и её лексикон. Отныне её излюбленные словечки и выражения суть следующие:
1. Задумка.
2. Вас это греет? Меня это греет!
3. Волнительно.
4. Вы это на полном серьёзе?

С некоторой опаской, но всё чаще и чаще она употребляет словечко «коммуникабельность». Осваивает выражения «поток информации» и «демографический взрыв».
Маруся Климова в книге «Моя история русской литературы» пишет: «Странно, но эта девушка до сих пор кажется мне едва ли не самым притягательным образцом для подражания во всей русской литературе. Может быть потому, что практически ни одно слово из её небогатого лексикона не выглядит сегодня устаревшим и архаичным, то есть она сумела найти какой-то вечный универсальный язык для выражения своих чувств. Мне также понятна и близка её обостренная тяга ко всему модному и стильному, которой так не хватает большинству современных писателей».
Максим Кронгауз пишет об универсальности образа: «язык существует не для меня, не для вас, а для всех. Эллочка-людоедка такой же член нашего общества, как и мы. У неё свой язык и своя интонация, как своя манера говорить у нынешних щебечущих корпоративных девушек. Персонаж Ильфа и Петрова доведён до абсурда, но с не доведёнными до абсурда фигурами мы сталкиваемся всё время».

Пресловутым стало и её изначально проигрышное соперничество с американской миллионершей.
Энциклопедия литературных персонажей отмечает стойкость образа Эллочки: «Создавая Эллочкин образ, соавторы метили в цель вполне локальную: осмеять советскую „моднючку“-мещаночку. Однако сами, скорее всего, того не подозревая, копнули куда глубже — и вот уже Эллочка стала образом нетленным, можно сказать, и на все времена. В облике Эллочки современники могли уловить черты молодёжной субкультуры „эпохи джаза“ — так называемых флэпперс (англ. „хлопушек“) или гарсон (фр. „пацанок“) — юных эмансипированных девиц-завсегдатаев танцулек, исповедовавших культ гедонизма и свободного образа жизни. Эллочка — плоть от плоти общества потребления. И как ей удалось вдруг стать таковой в стране, едва оправившейся от голодухи и разрухи гражданской войны, где изобилие было уделом очень немногих? Тем не менее, образ получился „на вырост“: чем богаче становилась страна, чем больше элементов общества потребления проникало в бытие советского человека, тем актуальней, понятней и даже порой симпатичней делался образ мадам Щукиной в глазах читателя. Соавторы создали образ-модель личности, на которую ориентируется массовая культура XX и отчасти XXI века».
Образ Эллочки, чья жизнь определяется журналами — один из первых примеров подобных «зависимых» от СМИ персонажей в литературе XX века. Её сравнивают с Лолитой Набокова (чей словарный запас, по подсчетам её педагогов, составляет 242 слова), «обе героини — простодушные и непритязательные выкормыши массовой культуры».
Комментатор романа Юрий Щеглов обращает внимание на сходство образа Эллочки с главной героиней романа Аниты Лус «Джентльмены предпочитают блондинок» (1926), изданном на русском языке в переводе Т. Щепкиной-Куперник в 1927 году: «…героиня, ведущая рассказ-дневник, во многом напоминает Эллочку Щукину. Правда, она не домашняя хозяйка, а молодая авантюристка, промышляющая ловлей и обиранием богатых поклонников. Но невежество в речи и бытовом поведении, страсть к дорогим побрякушкам и в особенности то, что соавторы „Двенадцати стульев“ называют „словарем племени мумбо-юмбо“, делают параллель между нею и героиней „12 стульев“ весьма близкой. Житейская мудрость Лорелей (так зовут эту особу) сводится к небольшому списку обкатанных банальностей, ловко применяемых ею по всем поводам (…) Как видим, язык „людоедки Эллочки“ — феномен, спонтанно возникавший в 1920-е гг. в удалённых друг от друга точках культурной карты мира».
Исследовательница советского быта И. Глущенко отмечает хитроумие и творчество Эллочки в вопросе создания гардероба в очень сложные с этой точки зрения 1920-е года. Её поведение — характерный пример решения проблем одежды советской женщины того времени.
Также, вероятно, благодаря описанию её в романе как красавицы и изображению в кинематографе, наложились дополнительные смыслы: например, Сергей Беляков пишет: «Есть такое явление — шарм дикарки. С ним как раз и связаны очарование Эллочки Щукиной, триумф Лайзы Минелли в „Кабаре“».

## В искусстве

Памятник Эллочке-людоедке в Харькове

### Кинематограф
- Алиса Фрейндлих — телеспектакль «12 стульев», 1966, реж. Александр Белинский.
- Наталья Воробьёва — фильм «12 стульев», 1971, реж. Леонид Гайдай.
- Елена Шанина — фильм «12 стульев», 1976, реж. Марк Захаров.
- Наталья Бузько — фильм «Двенадцать стульев», 2004, реж. Ульрике Оттингер.
- Анжелика Варум — фильм «Двенадцать стульев», 2005, реж. Максим Паперник.

### Прочее
- Памятник Эллочке поставлен в Харькове (см. Памятники героям произведений Ильфа и Петрова в Харькове).